# PhiloBiblon
PhiloBiblon es una base de datos bio-bibliográfica sobre textos romances escritos en la península ibérica en la Edad Media y temprano Renacimiento, de acceso gratuito a través de Internet.

## Descripción general
PhiloBiblon, que toma su nombre de la descripción de una biblioteca ideal efectuada en el siglo XIV por el británico Richard de Bury, es el corpus de datos catalogado por el proyecto PhiloBiblon: las fuentes romances de la cultura ibérica del Medioevo y del temprano Renacimiento: fuentes primarias, tanto impresas como manuscritas, los textos que contienen, las personas involucradas en el proceso de producción y/o la transmisión literaria y las bibliotecas que custodian los materiales analizados, junto con la bibliografía secundaria más relevante, y los ficheros de autoridad correspondientes para las personas, lugares e instituciones.
PhiloBiblon consta de cuatro bibliografías distintas:
- BETA Bibliografía Española de Textos Antiguos.[3] Textos medievales escritos en español.
- BIPA Bibliografía de la Poesía Áurea[4] Poesía de los Siglos de Oro (XVI-XVII).
- BITAGAP Bibliografia de Textos Antigos Galegos e Portugueses.[5] Textos medievales escritos en gallego y en portugués .
- BITECA Bibliografia de Textos Antics Catalans, Valencians i Balears.[6] Textos medievales escritos en catalán.

## Historia
PhiloBiblon deriva y está basado en BOOST (Bibliography of Old Spanish Texts), rebautizado como BETA (Bibliografía Española de Textos Antiguos) en 1992 para su edición en CD-ROM. A su vez BETA tuvo su origen en el Dictionary of the Old Spanish Language de la Universidad de Wisconsin (Madison). La primera edición impresa de BOOST se publicó en 1975, la segunda en 1977 y la tercera en 1984. La primera edición de la Bibliography of Old Catalan Texts (BOOCT) vio la luz en 1985. En 1988 comenzó a rodar lo que originalmente iba a llamarse Bibliography of Old Portuguese Texts (BOOPT). En 1992 los proyectos BOOCT y BOOPT cambiaron su denominación a BITECA y BITAGAP respectivamente. Finalmente, en 1997 el proyecto BIPA extendió la proyección global del proyecto hasta los textos de los siglos XVI y XVII.
La primera edición de BOOST (1975) utilizó un sistema gestor de base de datos de fichero plano llamado FAMULUS, originariamente escrito en Berkeley en 1967 para la Pacific Southwest Forest and Range Experiment Station (Departamento de Agricultura de EE.UU). El programa, diseñado para el control de bibliografías personales, utilizaba ficheros en código ASCII creados por cualquier editor de textos y posteriormente cada ficha se indexaba por lotes. Este sistema presentaba serias limitaciones para la organización de materiales más complejos, ya que solo permitía un máximo de diez campos de extensión variable, con un máximo de 4000 caracteres por ficha. Las versiones impresas de BOOST de 1975 y 1977 consistieron en la presentación de todos los registros ordenados jerárquicamente por orden de la obra (autor / título / fecha / ubicación actual), seguida de los índices de cada uno de los campos, más los índices por palabra de los campos relativos a autores y títulos. En 1981, cuando el control editorial de BOOST pasó a un nuevo equipo de investigación en Berkeley, el Seminario Hispánico de Estudios Medievales de Madison continuó siendo el proveedor del soporte técnico del proyecto. Se volvió a rescribir FAMULUS para adaptarlo a las necesidades del proyecto, sin las limitaciones que este presentaba en cuanto a número de campos, su extensión o el número de caracteres en los términos de indexación. Por ello, la tercera edición de BOOST (1984) contenía catorce campos en cada registro y permitió imprimir términos de indexación de hasta 159 caracteres.
La aparición de sistemas más sofisticados y las limitaciones de FAMULUS llevaron a un nuevo cambio tecnológico en 1985 con la migración de BOOST y BOOCT desde el viejo sistema de Madison a un nuevo sistema en la Universidad de California en Berkeley, SPIRES (Stanford Physics Information Retrieval System = Sistema Stanford de Recuperación de Información de la Física). Se trataba de un programa interactivo, orientado a los datos textuales, que permitía la repetición de campos sin necesidad de limitarlos a un número de caracteres fijo.
Finalmente en 1987, ambas bibliografías fueron transportadas al sistema Revelation (más tarde bautizado como Advanced Revelation y ahora como OpenInsight, de Revelation Technologies), una base de datos relacional que operaba bajo MS-DOS y que, como novedad más importante, presentaba la posibilidad de que campos de extensión variable y repetida pudieran ser enlazados dentro de estructuras también repetidas, además de no contar con limitaciones en cuanto al número de registros y de campos. Tan solo existía un límite en el tamaño del registro, que no podía exceder de 64K, limitación que también operaba en lo relativo a la longitud de cada campo individual. Una consideración primordial en la selección de un sistema relacional fue el anhelo de poseer una base de datos mucho más sencilla de mantener y de actualizar, al permitir que un cambio realizado en cualquiera de las fichas se efectuase también de forma automática en todas aquellas fichas enlazadas a la que había sido modificada. Desde 1987 todos los datos de las cuatro bibliografías han sido distribuidos y manejados por diferentes versiones de este mismo sistema gestor de base de datos, realizado y desarrollado por Revelation Technologies. 
En agosto de 2017 las cuatro bibliografías contenían en conjunto más de 360.000 registros.